# Stories from the City, Stories from the Sea
Stories from the City, Stories from the Sea är PJ Harveys sjätte album och släpptes den 23 oktober 2000 och fick mestadels strålande kritik. Albumet producerades av PJ Harvey själv, Rob Ellis och Nick Caves gamle kompanjon Mick Harvey. På albumet gästar Thom Yorke från Radiohead. Albumet vann Mercury Music Prize 2000.

## Låtlista
Alla låtar skrivna av PJ Harvey.
1. "Big Exit"
2. "Good Fortune"
3. "A Place Called Home"
4. "One Line"
5. "Beautiful Feeling"
6. "The Whores Hustle And The Hustlers Whore"
7. "The Mess We're In"
8. "You Said Something"
9. "Kamikaze"
10. "This Is Love"
11. "Horse In My Dreams"
12. "We Float"
13. "This Wicked Tongue" (UK & Japan Bonus Track)